# Tomasz Domogała
Tomasz Jacek Domogała (* 1985) ist ein polnischer Unternehmer. Er kontrolliert das von seinem Vater übernommene Maschinenbauunternehmen Fabryka Maszyn Famur S.A. und wird zu den reichsten Polen gezählt. Sein Vermögen wurde in der jährlich aktualisierten Reichen-Liste der polnischen Ausgabe der Zeitschrift Forbes im Jahr 2013 auf rund 450 Millionen Euro geschätzt, womit er gemeinsam mit Tadeusz Chmiel den zehnten Platz dieser Liste belegte.

## Leben
Tomasz Domogała absolvierte sein Studium an der Fakultät für Maschinenbau der Akademie für Bergbau und Hüttenwesen in Krakau. Danach studierte er an der Loughborough University im Vereinigten Königreich. Außerdem verfügt er über einen MBA-Abschluss der US-amerikanischen Stanford Graduate School of Business. Sein Vater ist Jacek Domogała, der an der technischen Fakultät der Schlesischen Universität in Katowice studiert hat. Seit 1977 ist er unternehmerisch tätig. An der Famur ist er Minderheitsgesellschafter; seit dem Jahr 2005 ist er dort auch Mitglied des Aufsichtsrates.

### Immobilienskandal

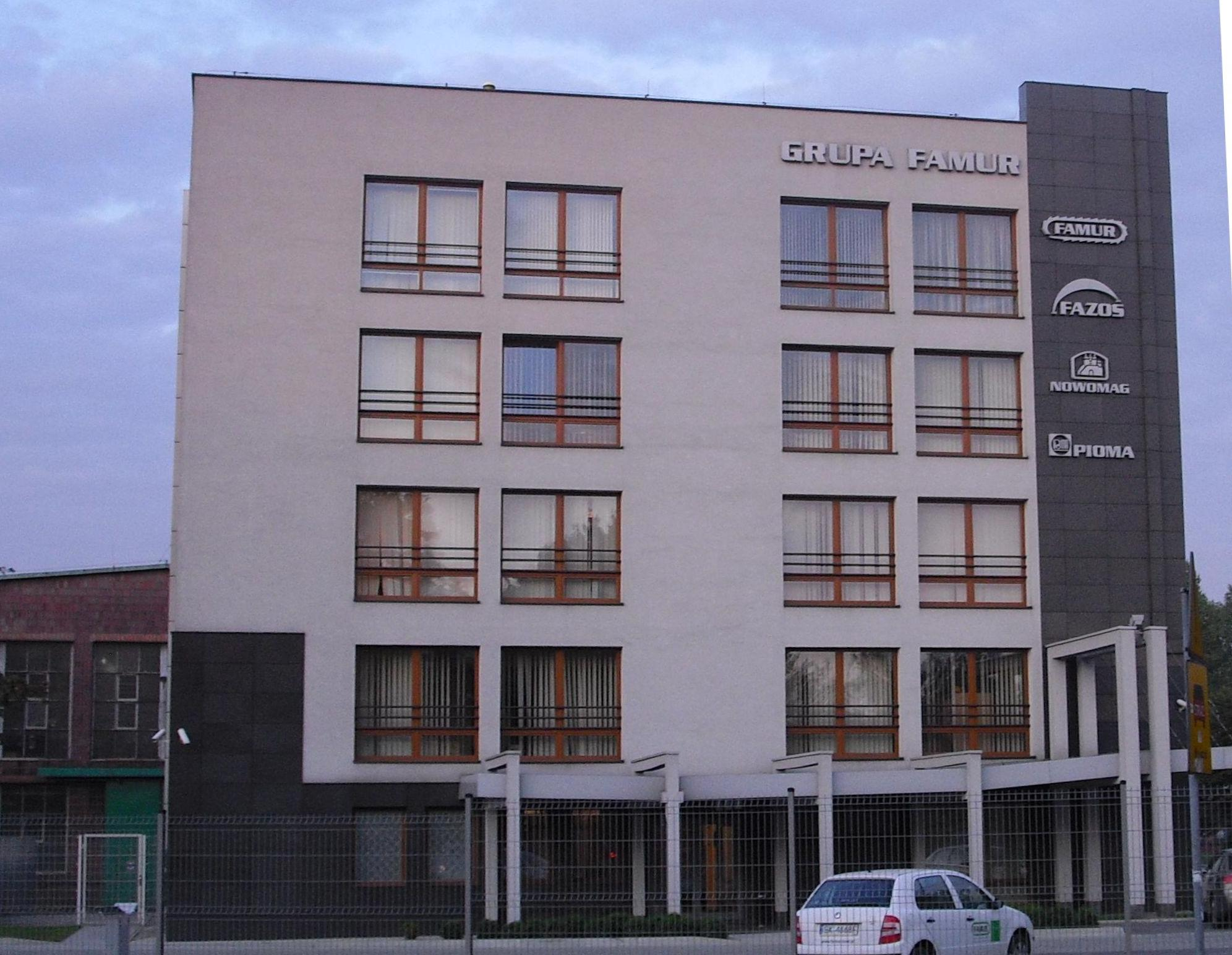
Verwaltungsgebäude der Famur S.A. im Katowicer Stadtteil Piotrowice

Über die zurückgezogen lebende Familie wurde im Zusammenhang mit umstrittenem Landerwerb in den 2010er Jahren landesweit in der Presse berichtet. Familienangehörige hatten von kirchlichen Institutionen (z. B. der polnischen Kongregation der Schwestern von der hl. Elisabeth) Landbesitz zu Preisen gekauft, die nach Ansicht von Kritikern deutlich unter den Marktwerten lagen. Vorliegende bessere Angebote anderer Interessenten sollen vom Verkäufer nicht berücksichtigt worden sein.

## Unternehmer
Tomasz Domagała kontrolliert direkt und mehrheitlich indirekt (über die Przedsiębiorstwo Usługowe AB Consulting Sp. z o.o.) eine Unternehmensgruppe, zu der mehrere Gesellschaften gehören, darunter das Unternehmen TDJ S.A., welches die Famur kontrolliert. Die Famur-Gruppe wurde von Domogałas Vater aufgebaut, formell ist jedoch Sohn Tomasz größter Gesellschafter. Seit dem Jahr 2004 ist Tomasz Domogała Mitglied des Aufsichtsrats der Famur.

### Famur
Im Jahr 1885 war in Eisleben die Firma Frölich + Klüpfel zur Herstellung von Druckluft-Gesteinsbohrmaschinen und Auffahrung von Gesteinsstrecken gegründet worden. 1891 kam es dann zur Gründung der Schwestergesellschaft Stephan, Frölich + Klüpfel in Piekary Śląskie (Oberschlesien). Im Jahr 1922 wurde die Firma Stephen, Frölich + Klüpfel AG in Katowice etabliert. Es kam zur Änderung der Firmierung in Piotrowicka Fabryka Maszyn Górniczych S.A. Nach dem Zweiten Weltkrieg erfolgte die  Verstaatlichung und Umfirmierung in Famur S.A. 1995 wurden 60 % der Aktien von einem staatlichen Investmentfonds übernommen. Im Rahmen der Abwicklung wurde die Famur im Jahr 2002 an Jacek Domogała für 33 Millionen Złoty verkauft. In Folge wurden von der Famur weitere Unternehmen der Branche übernommen.
Zur Famur-Gruppe gehören neben den Unternehmen Fazos, Nowomag und Pioma auch der Mehrheitsanteil an zwei weiteren börsennotierten Gesellschaften, die im Jahr 2011 von der Famur abgespalten wurden, da sie nicht mehr zur Portfolioausrichtung auf das Bergbaumaschinensegment passten: Die Zamet Industry S.A. ist nach Eigenangaben polnischer Marktführer in der Herstellung industrieller Stahlkonstruktionen und beschäftigt 450 Mitarbeiter. Die Polska Grupa Odlewnicza S.A. (PGO) ist eine Firmengruppe, die mehrere Unternehmen der polnischen Stahl- und Eisengussindustrie vereint.